# Alexis Cardinal River 234
Alexis Cardinal River 234 är ett reservat i Kanada.   Det ligger i provinsen Alberta, i den centrala delen av landet, 3 100 km väster om huvudstaden Ottawa.
I omgivningarna runt Alexis Cardinal River 234 växer i huvudsak barrskog. Trakten runt Alexis Cardinal River 234 är nära nog obefolkad, med mindre än två invånare per kvadratkilometer.